# Juan Guillén
Juan Francisco Guillén González es un ex ciclista profesional español. Nació en Ibi (provincia de Alicante) el 29 de abril de 1966. Fue profesional entre 1989 y 1992 ininterrumpidamente.

## Palmarés
No obtuvo victorias en el campo profesional.

## Equipos
- Helios CR (1989)
- Puertas Mavisa (1990-1991)
- Wigarma (1992)